# Monchy-Breton
Monchy-Breton – miejscowość i gmina we Francji, w regionie Hauts-de-France, w departamencie Pas-de-Calais.
Według danych na rok 1990 gminę zamieszkiwało 388 osób, a gęstość zaludnienia wynosiła 56 osób/km² (wśród 1549 gmin regionu Nord-Pas-de-Calais Monchy-Breton plasuje się na 861. miejscu pod względem liczby ludności, natomiast pod względem powierzchni na miejscu 523.).